# SN 1995az
SN 1995az – supernowa typu I odkryta 20 listopada 1995 roku w galaktyce A044033-0530. Jej maksymalna jasność wynosiła 22,44m.